# Blueberry River Indian Reserve 205
Blueberry River Indian Reserve 205 är ett reservat i Kanada.   Det ligger i provinsen British Columbia, i den centrala delen av landet, 3 300 km väster om huvudstaden Ottawa.
I omgivningarna runt Blueberry River Indian Reserve 205 växer i huvudsak blandskog. Trakten runt Blueberry River Indian Reserve 205 är nära nog obefolkad, med mindre än två invånare per kvadratkilometer.